# Isak Andic
Isak Andic(Estambul, Turquía, 20 de octubre de 1953-Collbató, Barcelona, España, 14 de diciembre de 2024) fue un empresario hispano-turco del sector de la moda, cofundador, dueño y presidente de la multinacional textil Mango. De acuerdo a un informe de noviembre de 2015, Andic poseía la quinta de las mayores fortunas de España, llegando a ser el hombre más rico de Cataluña.
Que dejó su fortuna a sus tres hijos, Jonathan, Sarah y Judith.

## Biografía
Isak nació en Turquía en el año 1953, procedente de familia hebrea-sefardí. Su padre se llamaba Manuel Andic, y su madre Sol Ermay (fallecida el 15 de junio de 2020) con la que compartía inversiones. A los 16 años se trasladó a Barcelona junto a su familia y hermanos, fijando su residencia en la ciudad condal y cursando sus estudios en la American High School.
A finales de los años 1970, contrajo matrimonio con Neus Raig Tarragó, de cuyo matrimonio nacieron tres hijos: Jonathan (1981), Judith (1984) y Sarah (1997). Después de dos décadas se separaron. Desde entonces se le relacionó con Cristina Valls-Taberner, Adriana Abascal y Zenaida Bufill. Con Zenaida, hija del fallecido empresario Salvador Bufill Bernades, comenzó en el año 2005 una relación sentimental que tuvo una crisis en el año 2015 y una posterior reconciliación en 2016.
Actualmente, sus dos hijos mayores trabajan en la compañía; Jonathan Andic desde 2014 ocupó el cargo de vicepresidente ejecutivo y consejero delegado de la firma de moda, anteriormente en 2007 fue el impulsor de la creación de la submarca de ropa masculina He by Mango así como de su colección, ya que anteriormente Mango solo se orientaba al público femenino. Su otra hija Judith Andic colabora en el área de diseño y la sobrina de Isak, Violeta Andic, es directora de Violeta, una subfirma de Mango especializada en ropa para mujeres con mayores curvas.
Isak Andic fue un hombre familiar y aficionado a viajar, al mar y a esquiar. Poseía el velero Nirvana Formentera de 53 metros de eslora, valorado en 30 millones de euros, que quería sustituir por la construcción del Nirvana II, proyecto que pausó por la política de austeridad de la casa de modas, debido a su alto coste ya que aspiraba ser el velero más grande del mundo. Tenía además un avión privado de 32 millones de euros utilizado para temas profesionales; y era asiduo a la estación invernal de Baqueira-Beret, donde tenía una mansión. Como amante del arte, contaba con una colección privada de arte contemporáneo, parte de la cual está expuesta en las oficinas centrales de Mango. Andic llevó un modo de vida discreto, ya que hasta el año 2007 no realizaba apariciones públicas e incluso resultaba imposible conseguir fotografías suyas.
Andic falleció el 14 de diciembre de 2024 en un accidente de montaña, provocado tras caer de un barranco cerca de las cuevas del Salnitre en el macizo de Montserrat, situado en Cataluña, aunque su muerte sigue en investigación.

## Carrera empresarial
Isak Andic fue el cofundador y principal accionista del grupo español de moda Mango, que estaba presente en el año 2012 en 109 países con más de 2500 tiendas y una facturación como cadena que superaba los 2000 M euros. Contaba con 11 000 empleados directos, de los que un 83 % eran mujeres. A diferencia de su rival Inditex, Mango basa su red de tiendas en el apoyo de cientos de franquiciados, mientras que solo el 13 % de las tiendas del emporio de Amancio Ortega, por el que Isak ha expresado su admiración en diversos medios, son de tipo franquicia ya que siempre han basado su modelo en tiendas de explotación directa, aunque se aprecia un cambio de tendencia desde el año 2015. Existe un paralelismo entre los dos magnates de la moda, aunque sus modelos de negocios difieran en cifras, multimarcas y en los planteamientos iniciales. Isak al igual que Amancio compra gran parte de los locales comerciales y edificios que ocupan sus tiendas, principalmente aquellos que están ubicados en las calles comerciales más famosas del mundo.
En el año 2010 llegó a ser la segunda mayor fortuna española, siendo superado en los años posteriores por empresarios como Juan Roig Alfonso. En 2011 llegó a ocupar el puesto 221 en la clasificación de personajes más ricos del mundo que elabora la revista Forbes, con un patrimonio estimado de 4800 millones de dólares.
Isak Andic, además de haber sido el presidente ejecutivo de la multinacional textil Mango, ostentó los siguientes cargos en diversas instituciones: vicepresidente del Banco Sabadell (cargo que dejó en septiembre del 2013), miembro del Consejo Asesor Internacional del IESE (IAB), del International Advisory Board de la Generalidad de Cataluña y del Investment Advisory Council for Turkey. Durante el período de 2010 a abril de 2012 presidió el Instituto de Empresa Familiar. Además, fue patrono de la Fundación Princesa de Asturias y de la Fundación Princesa de Gerona.

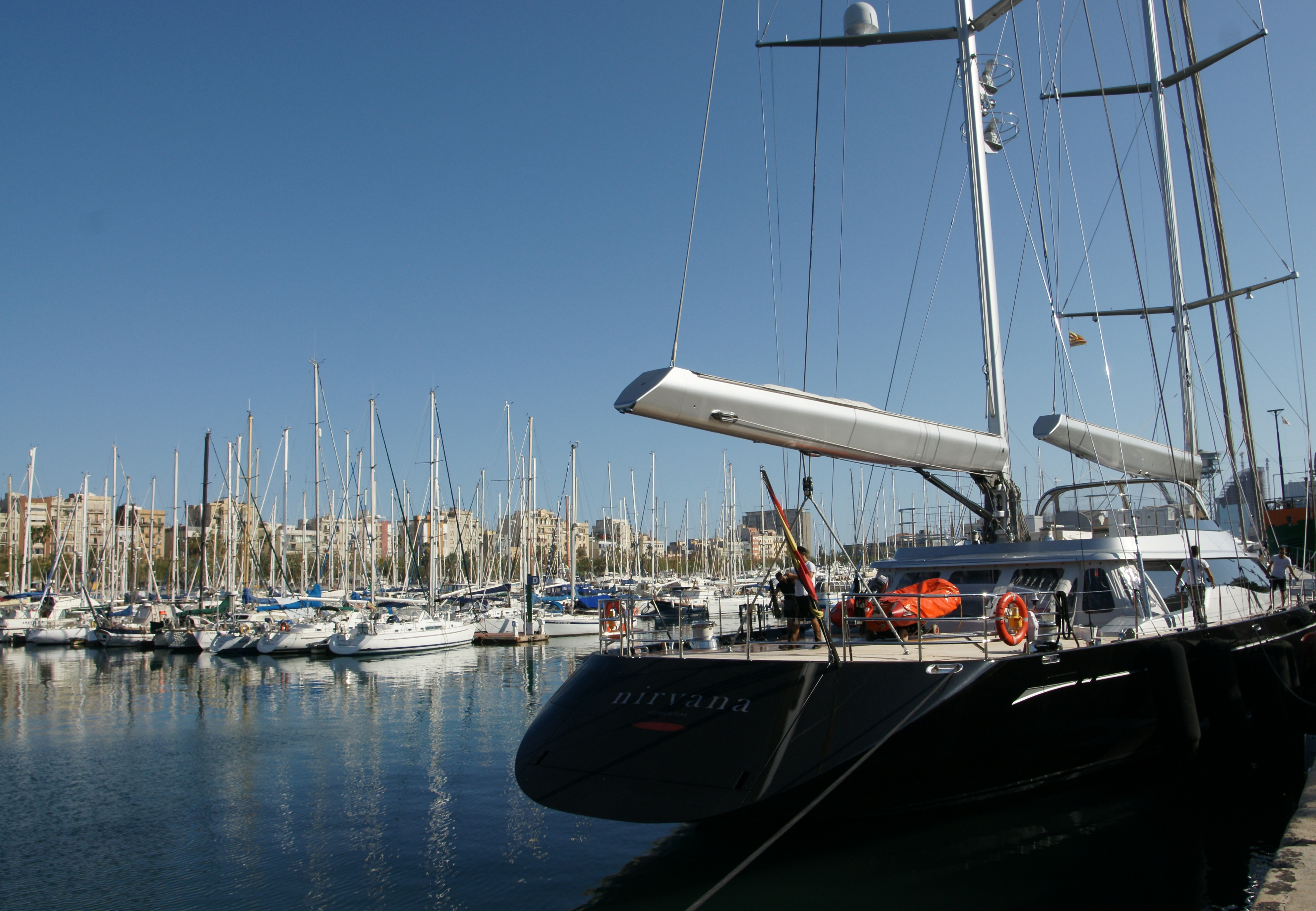
Su velero Nirvana Formentera en el Port Vell Rambla de Mar.

### Fundación de Mango
En 1968, cuando tenía 14 años, llegó a Barcelona, lugar donde comenzó su trayectoria en la moda en el año 1972 cuando, con cuatro blusas bordadas a mano y fabricadas en Turquía, efectuó su primera venta a una tienda llamada Ibiza en la Vía Augusta de Barcelona. Antes de eso, continuó vendiendo en varias tiendas de Madrid, Barcelona y otras ciudades de España hasta que abrió su primera tienda en el mercadillo de Balmes de Barcelona en 1973. Desde esa fecha hasta 1984 abrió varias tiendas multimarca en Barcelona bautizadas con su nombre Izak orientadas al cliente mayorista. 
En 1984, a los 28 años, conoce al empresario Enric Casi que le ayudó a cambiar su visión de negocio a un único concepto, marca y cadena de distribución a nivel mundial con la creación de Mango. Ese mismo año se produce junto a su hermano Nahman y Enric la fundación de la cadena textil abriendo la primera tienda de la compañía en la cotizada calle de Paseo de Gracia. El nombre de la firma se eligió después de que el registro mercantil rechazara el nombre inicial de Bubbles y Scooter. Andic probó la fruta del mango en un viaje a Tailandia, y le gustó tanto que fue el nombre finalmente escogido para la firma de moda.[2]
En 1994 los hermanos Andic ya alcanzaban el centenar de tiendas en España y comenzaron su expansión internacional, junto a Enric Casi que estuvo al mando de la dirección general de Mango durante dos décadas.